# Verda Stacio

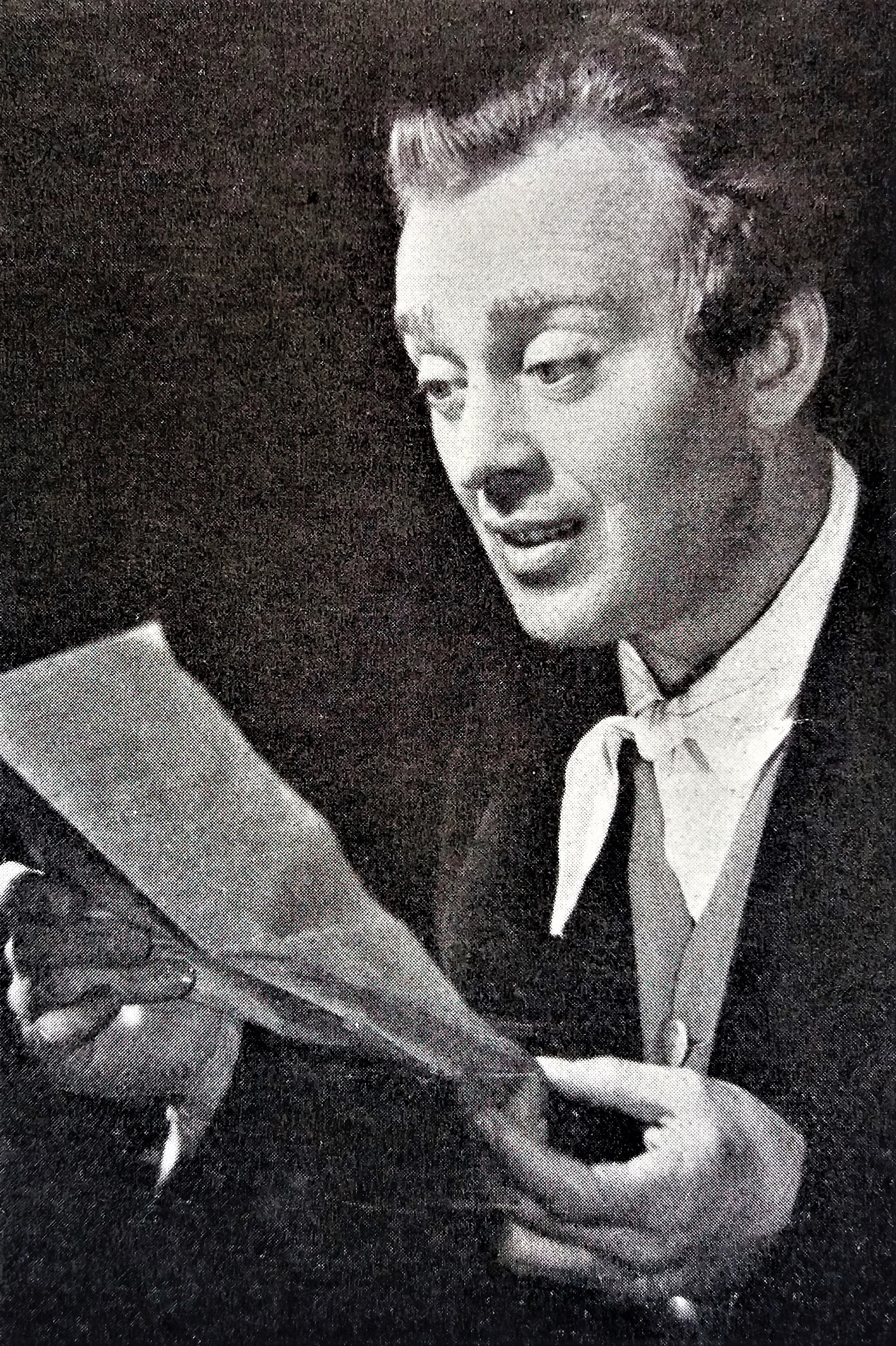
K významným osobnostem zahraničního vysílání Československého rozhlasu v jazyce esperanto patřil Karel Höger.

Verda Stacio (česky Zelená stanice) bylo v letech 1932–1950 vysílání Českého rozhlasu v mezinárodním plánovém jazyce esperanto. Vysílání vznikalo v Brně, po druhé světové válce krátce v Praze.

## Historie

### Před druhou světovou válkou – Brno
V roce 1927 začala brněnská rozhlasová stanice Radiojournal vysílat kurz esperanta, v roce 1931 byla odvysílána první přednáška v tomto jazyce – o bitvě u Slavkova – a od roku 1932 každý týden několikaminutové přednášky o Československu, které přednášela Marie Strejčková-Šamlová. Protože přicházely příznivé ohlasy ze světa, přednášky doplnily 1. března 1933 tzv. „esperantské hodinky“ pořádané jednou měsíčně. V té první účinkoval mimo jiné i tehdy třináctiletý básník Ivan Blatný, který se zapsal do kurzu esperanta v brněnském klubu esperantistů již v roce 1931 a v klubovém programu recitoval své básně. V dalších hodinkách byly vysílány divadelní hry, operety a opery hrané a zpívané profesionálními herci a pěvci, kteří vytvořili skupinu TRAKT – Teatro kaj Radio Aktoroj (Divadelní a rozhlasoví herci).
Členové TRAKTu se učili esperanto v kurzu pořádaném Radiojournalem v roce 1932. Programy měly vysokou úroveň díky mladým umělcům, jako byli Karel Höger, František Kožík, Zdeňka Švabíková-Kožíková, Josef Bezdíček, František Šlégr, Antonín Klimeš, Zdenka Trdá, Vladimír Leraus, Jarmila Kurandová a další. Karel Höger na to zanechal vzpomínku ve své knize Z hercova zápisníku jako na velmi milé období svého života.
Členové vedoucího kolektivu byli Antonín Slavík, Dalibor Chalupa, Jiří Vítězslav Šamla, Marie Strejčková-Šamlová, Theodor Kilian. Ohlasy ze zahraničí byly na tehdejší dobu veliké. V roce 1933 přišlo 2200 dopisů potvrzujících poslech. Verda Stacio vydávala od roku 1934 pro své posluchače cyklostylovaný bulletin „Ĉeĥoslovaka Radio-Bulteno“, a v roce 1937 vyšel knižní almanach zachycující historii esperantského vysílání.
Brněnské studio bylo centrem, avšak některé programy byly vysílány nebo opakovány i z Prahy, Moravské Ostravy a Bratislavy.
Z programů brněnského období byly nejdůležitější:
- opery:
  - La vendita fianĉino (Prodaná nevěsta, autor Bedřich Smetana, přeložil Jiří Vítězslav Šamla),
  - La kiso (Hubička, autor Bedřich Smetana, přeložil Jiří Vítězslav Šamla),
- operety:
  - Sur rozoj sternite (Na růžích ustláno, autor Jaromír Weinberger, přeložil Jiří Vítězslav Šamla),
  - Pola sango (Polská krev, autor Oskar Nedbal, přeložil Jiří Vítězslav Šamla),
- dramata:
  - R.U.R. (autor Karel Čapek, přeložil Josef Řebíček, 1935–1936),
  - La Blanka Malsano (Bílá nemoc, autor Karel Čapek, přeložil Theodor Kilian, asi 1938),
  - Ĉeĥa Betlehemo (Český Betlém, autor Miloš Kareš, přeložil Jan Filip),
  - Grandhotelo Nevada (Grandhotel Nevada, autor František Langer, přeložil František Heikenwälder),
  - Pacon kaj ĝojon al homoj de bona volo (Mír a radost lidem dobré vůle, autor Dalibor Chalupa, přeložila Marie Strejčková-Šamlová).

### Po druhé světové válce – Praha
Během války bylo esperantské vysílání přerušeno a na brněnské studio dopadly bomby. Ředitel ing. Antonín Slavík byl nacisty popraven (1942), a mnozí umělci se po osvobození Československa přestěhovali do Prahy. Proto se do Prahy přestěhovala i Verda Stacio, která vysílala od roku 1945 až do roku 1951, kdy bylo vysílání zastaveno, stejně jako vydávání esperantských časopisů a celostátní esperantská organizace byla rozpuštěna, zřejmě na přání Moskvy. Přesto v této době byla odvysílána významná operní díla v překladu dr. Tomáše Pumpra, který patřil k nejlepším esperantským překladatelům nejen u nás, ale celosvětově. Jedná se především o opery Prodaná nevěsta (T. Pumpr pořídil nový, kvalitnější překlad), V studni a Rusalka, jejichž texty se dochovaly, od Rusalky dokonce i zvukový záznam.
Po druhé světové válce chyběla v Brně osoba, která by byla nadále motorem esperantského vysílání na radiových vlnách, protože Antonín Slavík byl propraven nacisty a další osobnosti Zelené stanice se po osvobození Československa přestěhovaly do Prahy (Dalibor Chalupa, Josef Bezdíček, Karel Höger, František Kožík, Zdeňka Švabíková-Kožíková, Vladimír Leraus, manželé Klimešovi). Vznikly tak podmínky, aby se umělecké programy Zelené stanice oživily v Praze.
Skupina uměleckého rozhlasového vysílání v esperantu se skládala z členů rozhlasového dramatického souboru, z herců pražských divadel i členů pražského esperantského klubu.
Od 17. září 1945 se vysílaly každý týden krátké přednášky o Československu, první umělecké vysílání se uskutečnilo 27. října 1946 v předvečer státního svátku. Pravidelné půlhodinové vysílání uměleckých pořadů jednou měsíčně se obnovilo 5. ledna 1948 a od 5. října 1949 bylo prodlouženo na 1 hodinu, případně i na 90 minut. Veškeré vysílání skončilo 6. září 1950.
Zvlášť velký význam měly tři české opery. V květnovém programu 1949 byla vysílána komické opera Viléma Blodka En la puto (Ve studni), hovořili Karel Höger, L. Klimešová, Zdena Procházková, Antonín Klimeš, zpívali členové Národního divadla Maria Tauberová, L. Hanzaliková, A. Votava, Karel Kalaš, československý rozhlasový pěvecký sbor (vedoucí J. Pinkas); rozhlasový orchestr řídil F. Dyk. Také Praha I (470 m) převzala toto vysílání a protože ohlas v zahrančí byl velký i u neesperantistů, opakování opery zahájilo podzimní sezonu Verda Stacio.
Opera Bedřicha Smetany La vendita fianĉino (Prodaná nevěsta, 1950-02-0l), byla představena jen v hlavních částech, přesto znamenala další významný počin. Opět přeložil T. Pumpr, hudebně spolupracoval J. Fousek. Dirigoval Jan Peška, režíroval Dalibor Chalupa, zpívali V. Strelcová, Josef Válka, R. Asmus, A. Pelz, S. Spurná, členové Národního divadla Brno, pěvecký sbor a orchestr rozhlasu Brno. Verše recitovali Höger, Zdena Procházková, Bobek.
Vysílání kompletní opery Najado (Rusalka) Antonína Dvořáka podle libreta Jaroslava Kvapila bylo nejvýznamnější (podle zprávy Stanislava Kamarýta v časopise Esperantista). Byla vysílána ve dvou částech, 5. a 12. dubna 1950, celkem 120 minut. Rozhlasový orchestr hrál pod F. Dykem, Pinkasův pěvecký sbor, režírovali Dalibor Chalupa a Jiří Frejka. Spolupracovalo celkem 140 osob. Zpívali mistři z Národního divadla v Praze: Beno Blachut, Maria Tauberová, Karel Kalaš, L. Hanzalíková, K. Lais, Štefa Petrová, B. Rujan aj. Každý, kdo potvrdil, že operu poslouchal, dostal cyklostylovanou brožuru s textem v esperantu.

## Některá odvysílaná díla

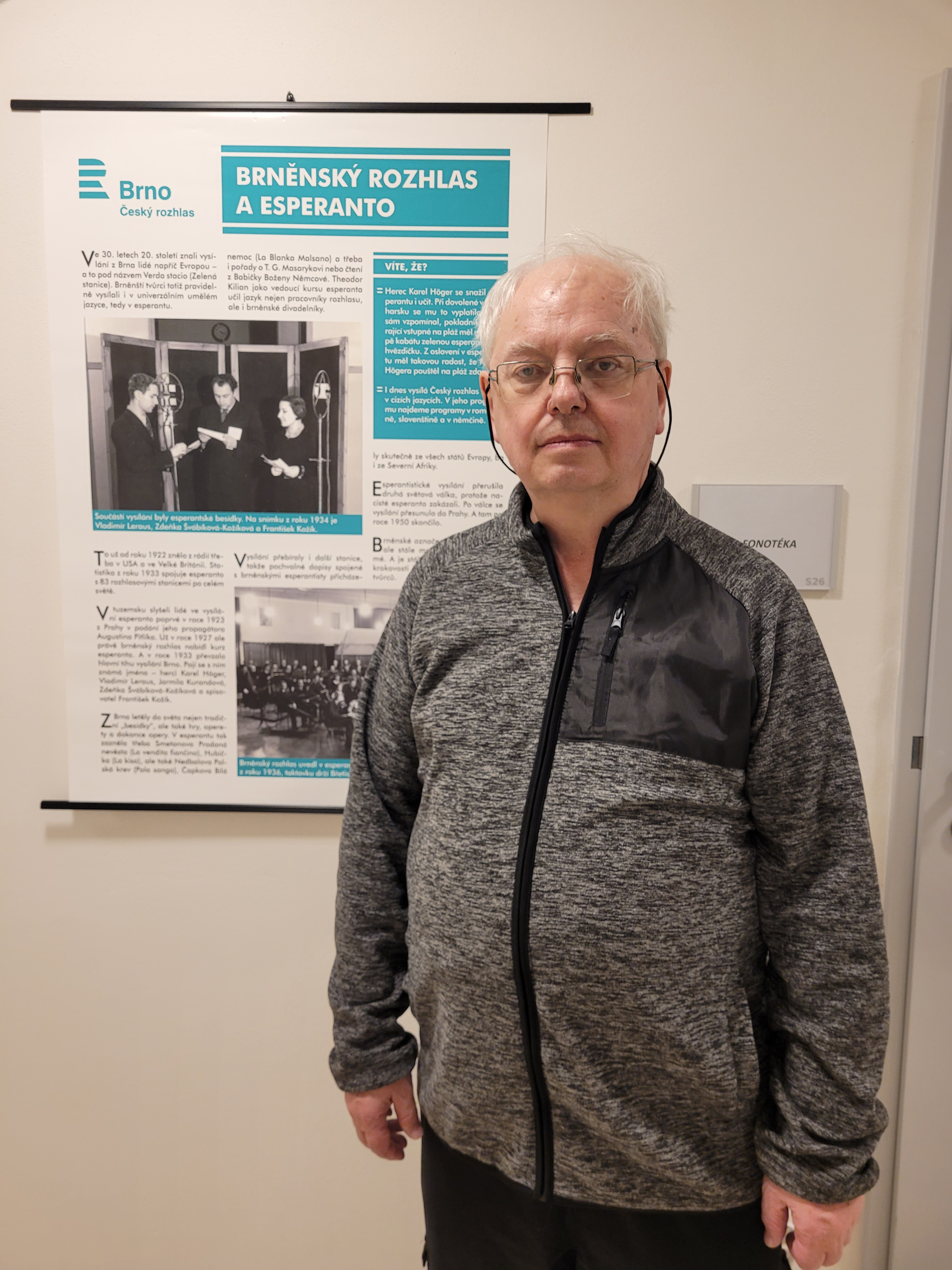
Brněnský esperantista Miroslav Malovec před informačním panelem „Brněnský rozhlas a esperanto“ v brněnské budově Českého rozhlasu

Několik odvysílaných děl a přednášek se zachovalo v písemné podobě, některá vydaná knižně, některá nacyklostylovaná a některá pouze jako průklep strojopisu, který si archivoval překladatel.

### Před druhou světovou válkou (vysílalo Brno)
(autor – název díla – překlad názvu, překladatel, rok vydání)
- Jiří Vítězslav Šamla: Verda Stacio – Esperanta almanako de la Ĉeĥoslovaka Radio (Verda Stacio – Esperantský almanach Československého rozhlasu, 1937, knižně)
- Ignát Herrmann: La pentristo kaj la fiakristo, (Malíř a fiakrista, př. T. Kilian, 1933, strojopis)
- Ignát Herrmann: Fokso-Nukso (Foxl-Voříšek, př. Moraviaj Esperanto-Pioniroj, 1934, knižně)
- Jiří Mahen: Lunatika, (Náměsíčný, př. J. V. Šamla, 1934, cyklostyl)
- Polách-Žalman (= Kožík): Sur rozoj sternite, (Na růžích ustláno, př. J. V. Šamla, 1935, cyklostyl)
- Dalibor Chalupa: La frato de Prometheus (radiohra o Edisonovi, 1936, strojopis).
- Arkadij T. Averĉenko: Forta karaktero – Silentema najbaro, (Silný charakter – Mlčenlivý soused, př. J. V. Šamla, 1938, knižně)
- Eduard Bass: Forlasita, (Opuštěný, př. J. V. Šamla, 1938, knižně)
- Radiojournal Brno (různá cyklostylovaná čísla)
- Karel Čapek: Blanka malsano, (Bílá nemoc, př. T. Kilian, 1938, knižně)

### Po druhé světové válce (vysílala Praha)
- Karel Toman: Septembro, (Září, př. T. Pumpr, 1946, strojopis)
- Karel Havlíček Borovský: Sturno, poeto kaj azeno sub tilio, (Špaček, básník a osel pod stromem, př. T. Pumpr, 1946, strojopis)
- Jaroslav Křička: La unuaj sopiroj, (První touhy, př. T. Pumpr, 1946, strojopis)
- Josef Václav Sládek: Estis ni kaj estos, (Byli jsme a budem, př. T. Pumpr, 1946, strojopis)
- Pavel Kohout: Invado, (Invaze, př. T. Pumpr, 1946, strojopis)
- Jaroslav Seifert: Barikado el florantaj kaŝtan–arboj, (Barikáda z kvetoucích kaštěnů, T. Pumpr, 1946, strojopis)
- Pavel Kohout: Invado, (Invaze, př. T. Pumpr, 1946, strojopis)
- Vítězslav Nezval: Edison, (př. T. Pumpr, 1946, strojopis)
- Bedřich Smetana: Kanto pri alaŭdo el la opero La Kiso, (Píseň o skřivánkovi z opery Hubička, př. T. Pumpr, 1946, strojopis)
- Kohout kaj Kaplan: Kanto de Ĉeĥoslovaka radio, (Píseň československého rozhlasu, př. T. Pumpr, 1947,strojopis)
- Karel Sabina – Vilém Blodek: En la puto, (V studni, př. T. Pumpr, 1948, cyklostyl)
- Miloš Šrámek: Gasto en noktomezo, (Půlnoční host, př. T. Pumpr, 1948, strojopis)
- Dr. Maštálko: Ĝis la plej alta celo!, (Až k nejvyšší metě!, př. T. Pumpr, 1948, strojopis)
- Karel Hynek Mácha: Kial krii, (Proč křičet, př. T. Pumpr, 1948, strojopis)
- František Kožík: Gracoplena Jesu-infano de Praha, (Milostné pražské Jezulátko, př. T. Pumpr, 1948, strojopis)
- Olga Horáková: La epizodo komencas, (Epizoda začíná, př. A. Slanina, 1949, cyklostyl)
- Jiří Wolker: Fabelo pri milionulo, kiu forŝtelis la sunon, (Pohádka o milinonáři, který ukradl slunce, př. T. Pumpr, 1949, strojopis)
- Miloš Kareš: Ĉeĥa Betlehemo, (Český Betlém, př. T. Pumpr, 1949, strojopis)
- Zdeněk Jirotka: Steloj super maljuna gardanto, (Hvězdy nad starým hlídačem, př. T. Pumpr, 1949, strojopis)
- Karel Sabina – Bedřich Smetana: Vendita fianĉino, (Prodaná nevěsta, př. T. Pumpr, 1950, cyklostyl)
- Jaroslav Kvapil – Antonín Dvořák: Najado (Rusalka, př. T. Pumpr, 1950)
- Pablo Neruda: Tial gardu vin, soldato, (Proto se střež, vojáku, př. T. Pumpr, 1950,strojopis)
- Vilém Mrštík: Maja fabelo, (Pohádka máje, př. T. Pumpr, 1950, strojopis)
- Antonín Dvořák: El Bibliaj kantoj, (Z písní biblických, př. T. Pumpr, 1950, strojopis)
- Antonín Fencl: La enigmo en la verko de Ŝekspir – Bohemio sur bordo de maro, (Záhada v Shakespearově díle – Čechy na břehu moře, př. T. Pumpr, 1953, strojopis)

### Zvuková nahrávka
- Najado (Rusalka) Jaroslav Kvapil, Antonín Dvořák, (př. Tomáš Pumpr), zpívají sólisté Národního divadla v Praze Maria Tauberová, Beno Blachut, Karel Kalaš, Ludmila Hanzalíková, Bořek Rujan, Štefa Petrová, Karel Leiss, Milada Jirásková, Gabriela Najmanová, Dagmar Linhartová, vypravěči Karel Höger a Jindra Holmanová, režie Dalibor Chalupa, hudební režie Jan Frýda – záznam na filmový pás, v roce 1996 u příležitosti Světového kongresu v Praze vydal Český rozhlas na dvoukazetě, vytvořil SONOPRESS v Německu, distribuovala organizace nevidomých SONS.

### Přednášky
- 1933-03-01 Amuza esperanta vespero (Zábavný esperantský večer, strojopis)
- Th. Kilian: Lavango da aprobantaj kaj dankaj leteroj (Lavina podporujících a děkovných dopisů, strojopis)
- 1933-03-06 Dalibor Chalupa: Masaryk-filozofo (Masaryk jako filozof, strojopis)
- 1933-04-01 Th. Kilian: Jan Welz mistifiko? (Je Jan Welzl mystifikace?, strojopis)
- 1933-04-28 D. Chalupa: Li kaj ŝi (On a ona, strojopis)
- 1933-04-29 Th. Kilian: Pri la sola cigana lernejo (O jediné cikánské škole, strojopis)
- 1933-05-05 D. Chalupa: Maja vespero (Májový večer, strojopis)
- 1934-02-21 Arn. Bláha: La fundamentoj de l' demokratio (Základy demokracie, strojopis)
- 1934-05-30 František Weyr: La naciaj malplimultoj en Ĉeĥoslovakio (Národnostní menšiny v Československu, strojopis)
- 1934-06-20 Karel Čapek: Letero el Ĉeĥoslovakio (Dopis z Československa, strojopis)
- 1934-09-17 Th. Kilian: Esperanto v brněnské rozhlasové stanici (strojopis)
- 1934-09-19 Th. Kilian: Internacia Esperanto-Konferenco en Vieno (Mezinárodní esperantská konference ve Vídni, strojopis)
- 1934-10-03 Arnošt Bláha: Ĉeĥoslovaka kultura idealo (Československý kulturní ideál, strojopis)
- 1934-11-07 Jar. Kallab: Porpacaj klopodoj (Mírové snahy, strojopis)
- 1934-12-19 H. Traub: La centjara datreveno de nia nacia himno (Sté výročí naší národní hymny, strojopis
- 1935-06-17 Th. Kilian: Aleksandro la Unuiginto (Alexandr Sjednotitel, strojopis)
- 1935-09-26 Th. Kilian: Ĉu estas esperanto nur lingvo? (Je esperanto jen jazyk?, strojopis)
- 1935-10-30 Miloš Weingart: La spiritaj sciencoj (Duchodní vědy, strojopis)
- 1935-11-09 Th. Kilian: Momentoj el la vivo de d-ro Esperanto (Okamžiky ze života Dr. Esperanta, strojopis)
- 1935-11-19 Th. Kilian: 85-a naskiĝtago de T.G.Masaryk (85. narozeniny TGM, strojopis)
- 1935-12-15 Th. Kilian: Pensoj je la naskiĝtago de L. L. Zamenhof (Myšlenky o narozeninách L. L. Zamenhofa, strojopis)
- 1936-01-29 Vlad. Helfert: Ĉeĥoslovakio laboranta: La muziko (Československo pracující: Hudba,strojopis)
- 1936-04-01 Th. Kilian: Enkondukaj vortoj por la „Aprila Vespero“ (Úvodní slovo pro Aprílový večer, strojopis)
- 1936-05-03 J. Vondroušek: Intervjuo kun H. Seppik (Interview s H. Seppikem, strojopis)
- Konstantin Mátl: Malsovaĝigado de bestoj utilaj kaj malutilaj (Krocení zvířat užitečných a neužtečných, strojopis)
- František Weyr: Ĉeĥoslovakio kaj la nuntempa Europo (Československo a současná Evropa, strojopis)
- Th. Kilian: Lernejoj en ĈSR (Školy v ČSR, strojopis)
- Th. Kilian: Postrigardo al la IX. tutsokola kongreso en Praha (Za IX. všesokolským sletu v Praze, strojopis)
- Th. Kilian: Vidindajoj en Ĉeĥoslovakujo (Pozoruhodnosti v Československu, strojopis
- Smetana: Rusa lulkanto el la opero Kiso (Ruská ukolébavka z opery Hubička, strojopis)
- Co nového v Československu? (strojopis)